# James Maurice
James Maurice (ur. 7 listopada 1814 w Nowym Jorku, zm. 4 sierpnia 1884 w Maspeth w Nowym Jorku) – amerykański polityk, członek Partii Demokratycznej.

## Działalność polityczna
W 1850 zasiadał w New York State Assembly. W okresie od 4 marca 1853 do 3 marca 1855 przez jedną kadencję był przedstawicielem 1. okręgu wyborczego w stanie Nowy Jork w Izbie Reprezentantów Stanów Zjednoczonych. W 1865 ponownie zasiadał w New York State Assembly.